# ジルル・ラーマン
ジルル・ラーマン（ベンガル語: জিল্লুর রহমান、1929年3月9日 - 2013年3月20日）は、バングラデシュの政治家。同国大統領（第17代）などを歴任。アワミ連盟の高級幹部でもあった。
2009年2月の大統領選挙に、議会で圧倒的多数を占めるアワミ連盟から立候補した。2月11日に選挙管理委員会が無投票でラーマン候補が当選した旨を発表し、翌日に大統領に就任した。

## 生涯

### 生い立ち
キショレガンジュ県バイラブ郡生まれ。父のメヘル・アリ・ミアンはミメンシング地域委員会や郡委員会の委員も務めた大物弁護士であった。1945年にバイラブ・K・B高校から大学に進学し、1947年にダッカ・インターメディエート・カレッジから文学士号を取得、ダッカ大学から歴史学の博士号と法学士号を取得した。

### 政治経歴
1952年のベンガル語運動に参加した。1970年のパキスタン総選挙ではアワミ連盟から立候補し、国会議員に当選した。バングラデシュ独立戦争時は亡命政府内で積極的に活動した。
戦争終結後の1972年にアワミ連盟書記長に就任し、1973年のバングラデシュ総選挙でも国会議員に選出された。ムジブル・ラフマン元大統領暗殺事件では軍事政権に逮捕され、4年間収監された。
アワミ連盟政権下の1996年から2001年には閣僚を務めた。
2013年になって呼吸器系疾患のためシンガポールの病院に入院し、同年3月20日に死去した。

## 人物
妻のイビー・ラーマンもアワミ連盟所属の政治家で、党の女性問題担当事務官を務めていたが、イスラム原理主義組織「ハルカトゥル・ジハード・イスラミ・バングラデシュ」による2004年のダッカ爆弾テロ事件で殺害された。